# Preding
Preding là một đô thị thuộc huyện Deutschlandsberg thuộc bang Steiermark, nước Áo. Đô thị Preding có diện tích 18,2 km², dân số thời điểm năm 2005 là 1679 người.